# Jacques Trébouta
Jacques Trébouta est un réalisateur de télévision français, né le 31 mars 1930 à Guingamp et mort le 24 octobre 1998 à Suresnes.

## Biographie
Après un baccalauréat scientifique à Saint-Brieuc, il monte à Paris pour effectuer des études littéraires à la faculté de la Sorbonne. Licencié en lettres, il entre à l'IDHEC, dans la XIVe promotion. 
Avec sa femme Lise, il fait partie du Réseau Jeanson de soutien au FLN ; poursuivi par la justice française en 1960, il sera acquitté lors du procès .
Entre 1957 et 1959, il est assistant réalisateur auprès d'Yves Robert, Louis Daquin et de Jean l'Hôte, puis il entre à l'Office de radiodiffusion télévision française (ORTF) en tant qu'assistant réalisateur. Documentariste et grand reporter pour Cinq colonnes à la une, il devient réalisateur en 1964 (Hughie) mais c'est l'émission l'Homme et sa musique (entre 1966 et 1971) créée avec son ami Pierre Voszlinsky, qui va faire de lui un réalisateur connu et reconnu au moment où l'ORTF connaît son apogée.
En 1982, il entame une carrière de producteur à Antenne 2, en tant que responsable d'une unité de programmes de fiction, sous la présidence de Pierre Desgraupes. Il quitte la deuxième chaîne en 1986.
Deux ans plus tard, il est nommé responsable des coproductions internationales sur TF1 par Patrick Le Lay. Il restera à ce poste jusqu'à sa mort en 1998.
Féru de musique classique, d'opéra et de littérature, réalise des programmes musicaux novateurs (L'Orgue fantastique en 1968 ou bien l'Homme et sa musique) et des adaptations d'œuvres littéraires (Mauprat de George Sand en 1972, Le Nœud de vipères de François Mauriac en 1979…). Ses talents de médiateur ainsi que son ouverture d'esprit lui ont permis de créer ou de produire des programmes à la fois populaires et exigeants[réf. nécessaire].
Il estime dès les années soixante-dix, que l'homme clé pour la télévision de demain doit être le « producer » à l'américaine et non plus le réalisateur : il pense que le rôle de la télévision est de répondre aux attentes des téléspectateurs et non plus uniquement aux projets artistiques des réalisateurs.

## Filmographie

### Réalisation
Dramatiques 
- 1964 : Hughie
- 1965 : De l'huile; En route vers Cardiff[5]; La garde malade[6]
- 1966 : Cripure[7]
- 1967 : Ambroise Paré
- 1968 : Le Maître de chapelle[8]
- 1968 : L'Orgue fantastique de Jacques Trébouta et Robert Valey, téléfilm[9]
- 1970 : La Duchesse de Berry, téléfilm
- 1972 : Mauprat, téléfilm
- 1973 : Hilda Muramer[10]; On l'appelait Tamerlan[11]
- 1973 : Héloïse et Abélard
- 1974 : Macbett, téléfilm
- 1975 : Une vieille maîtresse, téléfilm
- 1976 : Commissaire Moulin (série TV) (épisodes Choc en retour, Marée basse et La Surprise du chef)
- 1977 : Un été Albigeois ; La Maison de marbre ; Les Héritiers (série télévisée) épisode Le Codicille
- 1979 : L'Éclaircie
- 1980 : Le Nœud de vipères[12] - Prix 1979 de l'Association française des critiques et informateurs de radio-télévision (A.F.C.I.R.T.)[13]
- 1981 : La Jeune Fille du premier rang ; Quatre femmes, quatre vies : Être heureux sans le bonheur
- 1989 : Le Grand Secret[14]

Programmes musicaux
- 1966 : L'Homme et sa musique. Série qui se poursuivra jusqu'en 1971 et qui détaille le parcours et l'œuvre de musiciens classiques[15],[16].
- 1968 : L'Orgue fantastique
- 1979 : Le Comte Ory
- 1983 : La Vie de Berlioz (6 épisodes TV de 55 min. chacun)

### Production
- 1966 : L'Homme et sa musique
- 1983 : La Vie de Berlioz

### Collaboration
- 1968 : À dossier ouvert
- 1970 : Année Beethoven
- 1970-1973 : Nocturne
- 1977 : Espace musical

### Assistant réalisateur
- 1962 : La Guerre des boutons de Yves Robert

## Sources bibliographiques
- Christian Bosséno, Les 200 Téléastes français, Corlet-Télérama, 1989.
- Jacqueline Beaulieu, La Télévision des réalisateurs, La documentation française, 1984.